# Pintarroxo-de-queixo-preto
O pintarroxo-de-queixo-preto (Acanthis flammea, Acanthis hornemanni ou Carduelis flammea) é uma ave fringilídea, da família dos tentilhões.
É uma espécie arbórea, que se pendura nas árvores à maneira dos chapins quando se alimenta. Tem a fronte vermelha com uma pequena gorjeia preta que lhe dá o nome. Muito malhado, castanho e castanho-claro na parte superior; menos malhado na parte inferior, confinado aos flancos nos machos durante o Verão. A melhor forma de identificar estas aves é através da nota de voo tipo zumbido. Forma grandes bandos, particularmente entre as coníferas.
O pintarroxo-de-queixo-preto reside nas florestas setentrionais e nos Alpes. É um visitante invernal nas restantes regiões da Europa central e de leste. Ausente no sudeste e sudoeste da Europa. É semelhante aos restantes pintarroxos e ao lugre.
Tem um comprimento entre 11,5–13 cm. Habita charnecas, bosques, sebes e jardins. Tem um comportamento activo, com voo ondulante. É uma ave gregária. A sua vocalização é um trinado nasalado como zumbidos em voo. A finalidade do canto que os machos emitem em voo é a sedução das fêmeas.
O adulto identifica-se pela coroa vermelha, parte superior castanho-clara com malhas castanhas, uropígio castanho-claro e malhado de castanho, cauda preta de comprimento médio. A garganta apresenta um bibe preto. O peito é cor-de-rosa malhado (machos no Verão) a castanho claro (fêmeas e machos no Inverno). O abdómen é branco e o bico castanho-claro, curto e atarracado. As patas são pretas, de comprimento médio. Possui um bico bastante delgado que serve para extrair sementes pequenas de árvores como as bétulas.
É uma ave social e durante o Inverno desloca-se para o sul em grandes bandos, frequentemente com lugres.
O pintarroxo-de-queixo-preto constrói ninhos em forma de taça numa árvore, normalmente em grandes colónias. Cada postura inclui 4-5 ovos azul-claros com manchas vermelhas. A incubação dura 10-13 dias. A espécie faz 1-2 posturas por ano, entre Abril e Junho. A alimentação é à base de sementes.

## Taxonomia
Estão identificadas as seguintes subespécies:
- A. flammea flammea - Encontrada na Finlândia, Escandinávia, norte da América do Norte e Rússia. De tamanho médio, bastante clara e cinzenta.
- A. flammea cabaret - Grã-Bretanha, Irlanda e Alpes. Mais pequena, mais escura e mais castanha.
- A. flammea rostrata - Habita a Gronelândia, é a maior, muito riscada e possui bico forte e pesado

Por vezes também é referida uma subespecie A. flammea islandica (Islândia), embora não seja atualmente reconhecida pelo Congresso Ornitológico Internacional.

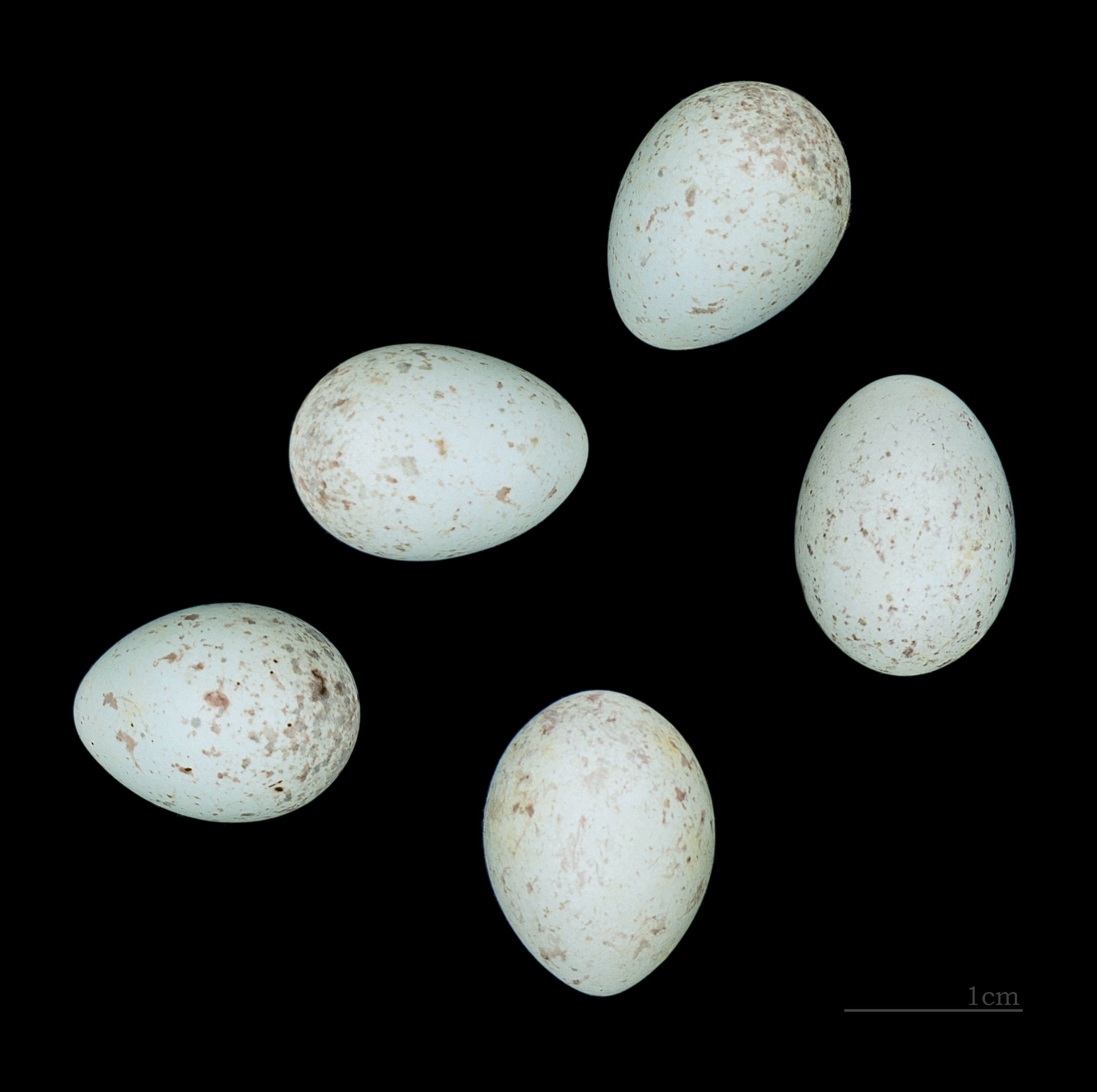
Acanthis flammea
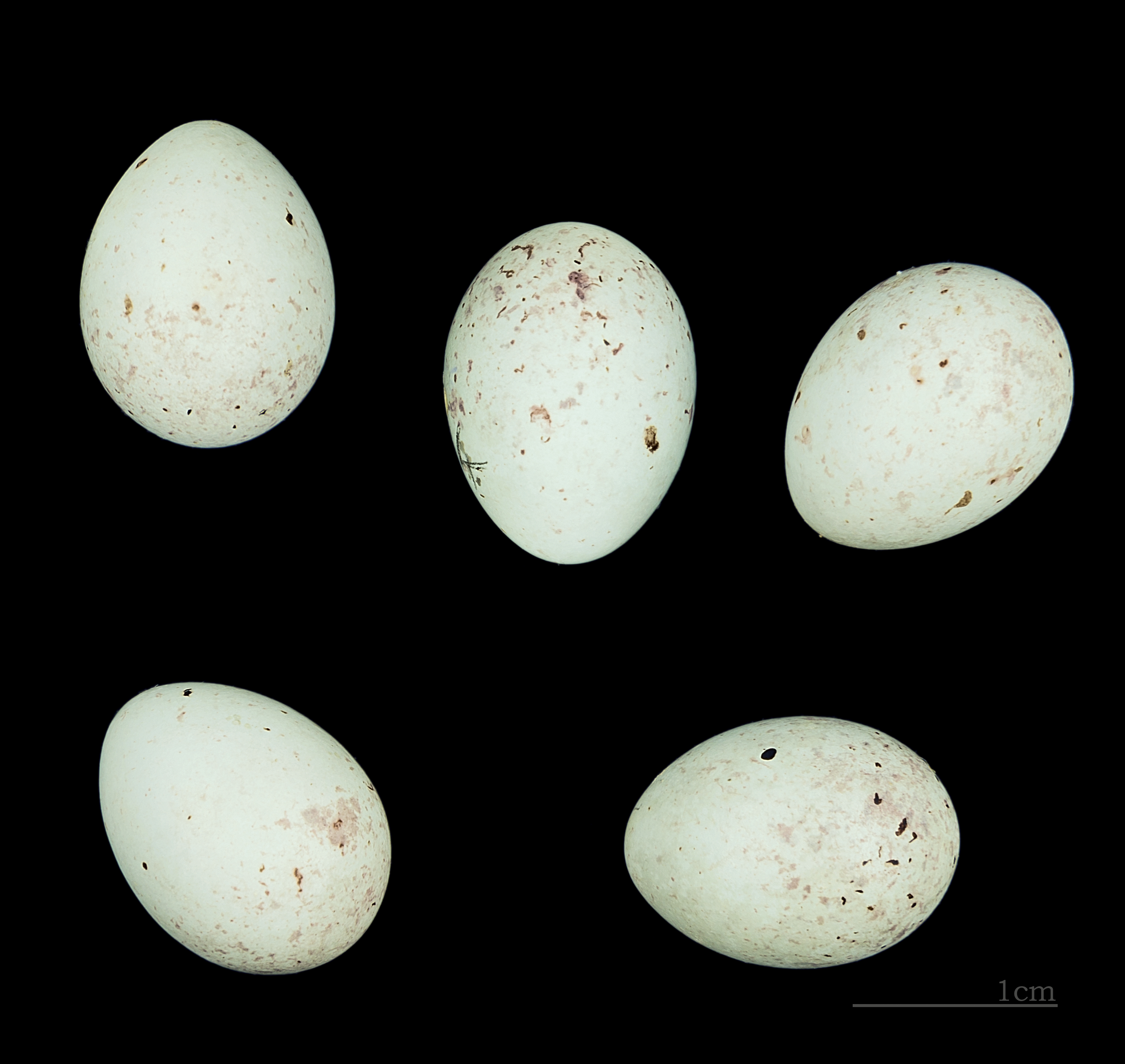
Carduelis flammea flammea
- Carduelis flammea cabaret